# Île Schönenwerd
L'île Schönenwerd est une île du lac de Zurich, sur le territoire de Richterswil dans le canton de Zurich.